# Liga del Fútbol Profesional Boliviano 2016-2017
La Liga del Fútbol Profesional Boliviano (LFPB) 2016-2017 è la 40ª edizione del campionato boliviano di calcio di Primera División.
Inizialmente diviso nei due tradizionali campionati di Apertura e Clausura, in seguito alla riforma del calendario della CONMEBOL per la Coppa Libertadores e la Coppa Sudamericana (che da questa stagione si terranno lungo tutto il corso dell'anno solare), si è decisa una rimodulazione della stagione attuale, composta ora di 3 campionati: l'Apertura 2016 e l'Apertura e il Clausura 2017.
In questa stagione, ai fini delle retrocessioni, non si terrà conto del tradizionale sistema del promedio (cioè della media punti), bensì della classifica totale (tabla acumulada) che tiene conto del risultato ottenuto dalle squadre partecipanti in tutti e tre i campionati sopra menzionati.

## Formato
Ognuno dei tre campionati, Apertura 2016, Apertura 2017 e Clausura 2017, è indipendente e assegna un suo titolo nazionale. Il sistema di disputa di ogni torneo è identico: le 12 squadre partecipanti si affrontano in un girone unico di andata e ritorno.
Alla Coppa Libertadores 2018 avranno diritto di partecipare le tre squadre che si sono aggiudicate il titolo nazionale nei rispettivi campionati di cui è composta la stagione, insieme alla migliore squadra "non campione" sulla base della tabla acumulada. Le successive 4 squadre "non campioni" con il miglior punteggio nella stessa tabla acumulada avranno il diritto di partecipare alla Coppa Sudamericana 2018.
Retrocederanno nella serie inferiore due squadre. Una sarà l'ultima classificata nella tabla acumulada della stagione, mentre la seconda sarà la squadra perdente dello spareggio (con partite di andata e ritorno) fra la penultima e la terzultima della medesima tabla acumulada.

## Squadre partecipanti
| Squadra           | Città                   | Stadio                         |
| ----------------- | ----------------------- | ------------------------------ |
| Blooming          | Santa Cruz de la Sierra | Ramón Tahuichi Aguilera Costas |
| Bolívar           | La Paz                  | Hernando Siles                 |
| Guabirá           | Montero                 | Gilberto Parada                |
| Nacional Potosí   | Potosí                  | Víctor Agustín Ugarte          |
| Oriente Petrolero | Santa Cruz de la Sierra | Ramón Tahuichi Aguilera Costas |
| Petrolero (Y)     | Yacuiba                 | Federico Ibarra Olarte         |
| Real Potosí       | Potosí                  | Víctor Agustín Ugarte          |
| San José          | Oruro                   | Jesús Bermúdez                 |
| Sport Boys Warnes | Warnes                  | Samuel Vaca                    |
| The Strongest     | La Paz                  | Hernando Siles                 |
| Univ. Sucre       | Sucre                   | Olímpico Patria                |
| Wilstermann       | Cochabamba              | Félix Capriles                 |

## Apertura 2016
Il torneo Apertura 2016, che ha dato inizio alla stagione 2016-2017 della Primera División boliviana, è iniziato il 12 agosto 2016 e si è concluso il 21 dicembre 2016. Con la disputa della 22ª giornata, in testa alla classifica si sono trovati a pari punti il The Strongest e il Bolívar. Fra le due prime in classifica si è quindi disputato uno spareggio il 24 dicembre 2016, che ha visto vincere il The Strongest con il risultato di 2-1. Il The Strongest si è quindi laureato campione dell'Apertura 2016, ottenendo il diritto di partecipare alla Coppa Libertadores 2018 (Bolivia 1).

### Classifica
| Pos. | Squadra           | Pt | G  | V  | N | P  | GF | GS | DR  |
| ---- | ----------------- | -- | -- | -- | - | -- | -- | -- | --- |
| 1.   | The Strongest     | 49 | 22 | 14 | 7 | 1  | 44 | 12 | +32 |
| 2.   | Bolívar           | 49 | 22 | 15 | 4 | 3  | 46 | 21 | +25 |
| 3.   | Oriente Petrolero | 34 | 22 | 10 | 4 | 8  | 25 | 31 | -6  |
| 4.   | Real Potosí       | 31 | 22 | 9  | 4 | 9  | 33 | 30 | +3  |
| 5.   | Blooming          | 29 | 22 | 8  | 5 | 9  | 24 | 25 | -1  |
| 6.   | Wilstermann       | 29 | 22 | 8  | 5 | 9  | 28 | 34 | -6  |
| 7.   | Nacional Potosí   | 28 | 22 | 8  | 4 | 10 | 41 | 47 | -6  |
| 8.   | Sport Boys Warnes | 26 | 22 | 6  | 8 | 8  | 27 | 31 | -4  |
| 9.   | Univ. Sucre       | 25 | 22 | 6  | 7 | 9  | 27 | 37 | -10 |
| 10.  | San José          | 24 | 22 | 7  | 3 | 12 | 29 | 42 | -13 |
| 11.  | Petrolero (Y)     | 23 | 22 | 6  | 5 | 11 | 20 | 19 | -1  |
| 12.  | Guabirá           | 20 | 22 | 6  | 2 | 14 | 27 | 42 | -15 |

Note:
Tre punti a vittoria, uno a pareggio, zero a sconfitta.

### Calendario e risultati

#### Andata
| The Strongest   | 2 - 1 | Guabirá           | 12.8.2016 | San José    | 2 - 0 | Oriente Petrolero | 19.8.2016 | Universitario     | 1 - 4 | Wilstermann     | 24.8.2016 |
| Sport Boys      | 1 - 1 | Real Potosí       | 13.8.2016 | Guabirá     | 2 - 1 | Nacional Potosí   | 20.9.2016 | Oriente Petrolero | 1 - 0 | Guabirá         | 24.8.2016 |
| Bolívar         | 4 - 2 | Universitario     | 13.8.2016 | Real Potosí | 1 - 2 | Universitario     | 21.8.2016 | Petrolero         | 2 - 1 | San José        | 28.8.2016 |
| Petrolero       | 0 - 1 | Oriente Petrolero | 14.8.2016 | Bolívar     | 2 - 1 | The Strongest     | 21.8.2016 | Bolívar           | 4 - 2 | Nacional Potosí | 21.9.2016 |
| Nacional Potosí | 3 - 2 | San José          | 14.8.2016 | Wilstermann | 2 - 1 | Sport Boys        | 21.8.2016 | The Strongest     | 0 - 0 | Real Potosí     | 21.9.2016 |
| Blooming        | 1 - 1 | Wilstermann       | 14.8.2016 | Blooming    | 0 - 1 | Petrolero         | 21.8.2016 | Sport Boys        | 0 - 2 | Blooming        | 22.9.2016 |

| Sport Boys  | 0 - 0 | Petrolero         | 9.9.2016  | Nacional Potosí   | 3 - 1 | Wilstermann | 14.9.2016  | Sport Boys    | 2 - 2 | The Strongest     | 17.9.2016 |
| Blooming    | 0 - 0 | Universitario     | 10.9.2016 | Universitario     | 2 - 1 | Sport Boys  | 14.9.2016  | Real Potosí   | 2 - 1 | San José          | 18.9.2016 |
| Guabirá     | 5 - 2 | San José          | 11.9.2016 | Petrolero         | 1 - 0 | Guabirá     | 15.9.2016  | Universitario | 1 - 0 | Petrolero         | 18.9.2016 |
| Real Potosí | 3 - 1 | Nacional Potosí   | 11.9.2016 | The Strongest     | 3 - 0 | Blooming    | 26.10.2016 | Bolívar       | 6 - 0 | Guabirá           | 18.9.2016 |
| Bolívar     | 0 - 1 | Oriente Petrolero | 11.9.2016 | San José          | 0 - 2 | Bolívar     | 27.10.2016 | Wilstermann   | 2 - 1 | Oriente Petrolero | 18.9.2016 |
| Wilstermann | 0 - 3 | The Strongest     | 11.9.2016 | Oriente Petrolero | 3 - 0 | Real Potosí | 27.10.2016 | Blooming      | 2 - 1 | Nacional Potosí   | 19.9.2016 |

| Petrolero         | 0 - 1 | Bolívar       | 24.9.2016 | The Strongest | 1 - 0 | Petrolero         | 27.9.2016 | Petrolero         | 1 - 1 | Real Potosí   | 15.10.2016 |
| The Strongest     | 2 - 0 | Universitario | 24.9.2016 | Real Potosí   | 2 - 1 | Bolívar           | 28.9.2016 | Nacional Potosí   | 0 - 0 | The Strongest | 16.10.2016 |
| Guabirá           | 3 - 0 | Real Potosí   | 25.9.2016 | Blooming      | 3 - 0 | San José          | 28.9.2016 | San José          | 2 - 2 | Sport Boys    | 16.10.2016 |
| San José          | 1 - 0 | Wilstermann   | 25.9.2016 | Wilstermann   | 1 - 1 | Guabirá           | 29.9.2016 | Bolívar           | 2 - 1 | Wilstermann   | 16.10.2016 |
| Nacional Potosí   | 3 - 1 | Sport Boys    | 25.9.2016 | Universitario | 1 - 6 | Nacional Potosí   | 29.9.2016 | Guabirá           | 0 - 4 | Blooming      | 16.10.2016 |
| Oriente Petrolero | 3 - 1 | Blooming      | 25.9.2016 | Sport Boys    | 2 - 2 | Oriente Petrolero | 29.9.2016 | Oriente Petrolero | 1 - 1 | Universitario | 16.10.2016 |

| 10ª giornata    | 10ª giornata | 10ª giornata      | 10ª giornata |                   | 11ª giornata | 11ª giornata    | 11ª giornata | 11ª giornata |
| Locali          | R            | Ospiti            | Data         | Locali            | R            | Ospiti          | Data         |              |
| --------------- | ------------ | ----------------- | ------------ | ----------------- | ------------ | --------------- | ------------ | ------------ |
| Universitario   | 0 - 2        | San José          | 19.10.2016   | Real Potosí       | 1 - 0        | Blooming        | 22.10.2016   |              |
| Wilstermann     | 3 - 2        | Real Potosí       | 19.10.2016   | Petrolero         | 5 - 0        | Wilstermann     | 23.10.2016   |              |
| Blooming        | 0 - 1        | Bolívar           | 19.10.2016   | Guabirá           | 3 - 0        | Universitario   | 23.10.2016   |              |
| Nacional Potosí | 2 - 2        | Petrolero         | 20.10.2016   | Bolívar           | 2 - 1        | Sport Boys      | 23.10.2016   |              |
| The Strongest   | 2 - 0        | Oriente Petrolero | 20.10.2016   | San José          | 0 - 1        | The Strongest   | 23.10.2016   |              |
| Sport Boys      | 1 - 0        | Guabirá           | 20.10.2016   | Oriente Petrolero | 1 - 0        | Nacional Potosí | 24.10.2016   |              |

#### Ritorno
| San José          | 2 - 2 | Nacional Potosí | 30.11.2016 | Sport Boys        | 1 - 0 | Wilstermann | 29.10.2016 | Universitario | 1 - 1 | The Strongest     | 2.11.2016 |
| Universitario     | 2 - 2 | Bolívar         | 30.11.2016 | Petrolero         | 0 - 0 | Blooming    | 30.10.2016 | Bolívar       | 2 - 1 | Petrolero         | 2.11.2016 |
| Wilstermann       | 1 - 2 | Blooming        | 30.11.2016 | Universitario     | 4 - 0 | Real Potosí | 30.10.2016 | Blooming      | 3 - 0 | Oriente Petrolero | 2.11.2016 |
| Guabirá           | 0 - 3 | The Strongest   | 1.12.2016  | The Strongest     | 1 - 1 | Bolívar     | 30.10.2016 | Sport Boys    | 5 - 2 | Nacional Potosí   | 3.11.2016 |
| Real Potosí       | 2 - 0 | Sport Boys      | 1.12.2016  | Oriente Petrolero | 3 - 1 | San José    | 30.10.2016 | Real Potosí   | 3 - 1 | Guabirá           | 3.11.2016 |
| Oriente Petrolero | 1 - 0 | Petrolero       | 1.12.2016  | Nacional Potosí   | 2 - 1 | Guabirá     | 31.10.2016 | Wilstermann   | 3 - 1 | San José          | 3.11.2016 |

| San José          | 3 - 0 | Guabirá     | 18.11.2016 | Guabirá     | 1 - 0 | Petrolero         | 23.11.2016 | Petrolero         | 1 - 0 | Universitario | 26.11.2016 |
| Petrolero         | 0 - 0 | Sport Boys  | 19.11.2016 | Sport Boys  | 0 - 0 | Universitario     | 23.11.2016 | The Strongest     | 3 - 0 | Sport Boys    | 26.11.2016 |
| Universitario     | 2 - 0 | Blooming    | 19.11.2016 | Blooming    | 0 - 0 | The Strongest     | 23.11.2016 | Guabirá           | 1 - 2 | Bolívar       | 27.11.2016 |
| Nacional Potosí   | 1 - 1 | Real Potosí | 20.11.2016 | Wilstermann | 2 - 0 | Nacional Potosí   | 24.11.2016 | San José          | 1 - 0 | Real Potosí   | 27.11.2016 |
| The Strongest     | 1 - 0 | Wilstermann | 20.11.2016 | Bolívar     | 2 - 1 | San José          | 24.11.2016 | Nacional Potosí   | 2 - 1 | Blooming      | 27.11.2016 |
| Oriente Petrolero | 1 - 1 | Bolívar     | 20.11.2016 | Real Potosí | 4 - 1 | Oriente Petrolero | 24.11.2016 | Oriente Petrolero | 0 - 1 | Wilstermann   | 27.11.2016 |

| Nacional Potosí | 1 - 4 | Bolívar           | 3.12.2016 | Bolívar           | 2 - 0 | Real Potosí   | 7.12.2016 | Universitario | 4 - 0 | Oriente Petrolero | 11.12.2016 |
| Wilstermann     | 2 - 2 | Universitario     | 3.12.2016 | Guabirá           | 2 - 2 | Wilstermann   | 7.12.2016 | Sport Boys    | 3 - 1 | San José          | 11.12.2016 |
| Real Potosí     | 0 - 2 | The Strongest     | 4.12.2016 | Oriente Petrolero | 2 - 1 | Sport Boys    | 7.12.2016 | Wilstermann   | 0 - 0 | Bolívar           | 11.12.2016 |
| San José        | 2 - 1 | Petrolero         | 4.12.2016 | Petrolero         | 0 - 1 | The Strongest | 8.12.2016 | Blooming      | 3 - 1 | Guabirá           | 11.12.2016 |
| Guabirá         | 1 - 2 | Oriente Petrolero | 4.12.2016 | San José          | 1 - 0 | Blooming      | 8.12.2016 | Real Potosí   | 2 - 0 | Petrolero         | 12.12.2016 |
| Blooming        | 0 - 0 | Sport Boys        | 4.12.2016 | Nacional Potosí   | 3 - 0 | Universitario | 8.12.2016 | The Strongest | 7 - 2 | Nacional Potosí   | 12.12.2016 |

| 21ª giornata      | 21ª giornata | 21ª giornata    | 21ª giornata |                 | 22ª giornata | 22ª giornata      | 22ª giornata | 22ª giornata |
| Locali            | R            | Ospiti          | Data         | Locali          | R            | Ospiti            | Data         |              |
| ----------------- | ------------ | --------------- | ------------ | --------------- | ------------ | ----------------- | ------------ | ------------ |
| San José          | 1 - 1        | Universitario   | 17.12.2016   | Wilstermann     | 2 - 0        | Petrolero         | 14.12.2016   |              |
| Guabirá           | 1 - 2        | Sport Boys      | 18.12.2016   | The Strongest   | 7 - 2        | San José          | 21.12.2016   |              |
| Petrolero         | 5 - 0        | Nacional Potosí | 18.12.2016   | Sport Boys      | 3 - 2        | Bolívar           | 21.12.2016   |              |
| Oriente Petrolero | 1 - 1        | The Strongest   | 18.12.2016   | Nacional Potosí | 4 - 0        | Oriente Petrolero | 21.12.2016   |              |
| Bolívar           | 3 - 0        | Blooming        | 18.12.2016   | Blooming        | 1 - 0        | Real Potosí       | 21.12.2016   |              |
| Real Potosí       | 4 - 0        | Wilstermann     | 18.12.2016   | Universitario   | 1 - 3        | Guabirá           | 21.12.2016   |              |

#### Spareggio per il titolo
| Squadra 1     | R     | Squadra 2 | Data       |
| ------------- | ----- | --------- | ---------- |
| The Strongest | 2 - 1 | Bolívar   | 24.12.2016 |

### Classifica marcatori
| Pos. | Giocatore             | Squadra         | Gol |
| ---- | --------------------- | --------------- | --- |
| 1°   | Juanmi Callejón       | Bolívar         | 16  |
| 2°   | Cristián Alessandrini | Nacional Potosí | 14  |
| 3°   | José Castillo         | Guabirá         | 13  |
| 4°   | Pablo Escobar         | The Strongest   | 12  |
| 4°   | Gabriel Ríos          | San José        | 12  |
| 5°   | Carlos Saucedo        | Real Potosí     | 11  |

## Apertura 2017
Il torneo Apertura 2017, seconda parte della stagione 2016-2017, è iniziato il 29 gennaio 2017 e si concluderà il 2 luglio 2017. La squadra vincitrice del torneo, oltre a vedersi assegnato il titolo, acquisirà il diritto di partecipare alla Coppa Libertadores 2018 (Bolivia 2).

### Classifica
| Pos. | Squadra           | Pt | G  | V  | N | P  | GF | GS | DR  |
| ---- | ----------------- | -- | -- | -- | - | -- | -- | -- | --- |
| 1.   | Bolívar           | 50 | 22 | 16 | 2 | 4  | 59 | 16 | +43 |
| 2.   | The Strongest     | 41 | 22 | 13 | 2 | 7  | 47 | 31 | +16 |
| 3.   | Guabirá           | 39 | 22 | 12 | 3 | 7  | 44 | 31 | +13 |
| 4.   | Oriente Petrolero | 37 | 22 | 11 | 4 | 7  | 40 | 31 | +9  |
| 5.   | Blooming          | 34 | 22 | 11 | 1 | 10 | 39 | 50 | -11 |
| 6.   | Nacional Potosí   | 33 | 22 | 10 | 3 | 9  | 37 | 35 | +2  |
| 7.   | San José          | 28 | 22 | 7  | 7 | 8  | 33 | 32 | +1  |
| 8.   | Sport Boys Warnes | 28 | 22 | 8  | 4 | 10 | 41 | 50 | -9  |
| 9.   | Real Potosí       | 25 | 22 | 8  | 1 | 13 | 30 | 50 | -20 |
| 10.  | Wilstermann       | 23 | 22 | 6  | 5 | 11 | 26 | 34 | -8  |
| 11.  | Petrolero (Y)     | 20 | 22 | 5  | 5 | 12 | 36 | 51 | -15 |
| 12.  | Univ. Sucre       | 18 | 22 | 5  | 3 | 14 | 21 | 42 | -21 |

Note:
Tre punti a vittoria, uno a pareggio, zero a sconfitta.

### Calendario e risultati

#### Andata
| Nacional Potosí | 4 - 1 | Petrolero         | 28.1.2017 | Bolívar       | 3 - 0 | Petrolero         | 4.2.2017 | Universitario     | 1 - 0 | San José        | 11.2.2017 |
| San José        | 1 - 4 | Bolívar           | 29.1.2017 | Blooming      | 4 - 2 | Universitario     | 4.2.2017 | Oriente Petrolero | 0 - 2 | Petrolero       | 11.2.2017 |
| Guabirá         | 3 - 0 | The Strongest     | 29.1.2017 | The Strongest | 2 - 1 | Wilstermann       | 5.2.2017 | The Strongest     | 3 - 2 | Nacional Potosí | 12.2.2017 |
| Wilstermann     | 1 - 0 | Real Potosí       | 29.1.2017 | Sport Boys    | 1 - 1 | Guabirá           | 5.2.2017 | Guabirá           | 2 - 0 | Blooming        | 12.2.2017 |
| Blooming        | 1 - 3 | Sport Boys        | 29.1.2017 | San José      | 0 - 0 | Oriente Petrolero | 5.2.2017 | Bolíivar          | 4 - 0 | Real Potosí     | 12.2.2017 |
| Universitario   | 0 - 1 | Oriente Petrolero | 30.1.2017 | Real Potosí   | 1 - 2 | Nacional Potosí   | 8.3.2017 | Wilstermann       | 3 - 1 | Sport Boys      | 12.2.2017 |

| Sport Boys        | 1 - 3 | Nacional Potosí | 17.2.2017 | San José          | 3 - 0 | Real Potosí     | 22.2.2017 | Wilstermann   | 1 - 1 | Universitario     | 2.3.2017 |
| Guabirá           | 5 - 1 | Universitario   | 18.2.2017 | Blooming          | 2 - 0 | Nacional Potosí | 22.2.2017 | Sport Boys    | 3 - 4 | Oriente Petrolero | 3.3.2017 |
| Oriente Petrolero | 3 - 1 | Real Potosí     | 18.2.2017 | Sport Boys        | 3 - 2 | Bolívar         | 23.2.2017 | Guabirá       | 3 - 1 | Nacional Potosí   | 4.3.2017 |
| Petrolero         | 2 - 0 | San José        | 19.2.2017 | Universitario     | 3 - 1 | Petrolero       | 23.2.2017 | Real Potosí   | 4 - 3 | Petrolero         | 5.3.2017 |
| Blooming          | 3 - 2 | Wilstermann     | 19.2.2017 | Wilstermann       | 2 - 3 | Guabirá         | 24.2.2017 | The Strongest | 3 - 1 | San José          | 5.3.2017 |
| The Strongest     | 1 - 4 | Bolívar         | 5.4.2017  | Oriente Petrolero | 3 - 1 | The Strongest   | 10.5.2017 | Blooming      | 0 - 3 | Bolívar           | 5.3.2017 |

| San José          | 3 - 1 | Sport Boys    | 11.3.2017 | Blooming          | 3 - 3 | San José      | 15.3.2017 | Petrolero         | 2 - 4 | Blooming        | 31.3.2017 |
| Nacional Potosí   | 0 - 0 | Wilstermann   | 11.3.2017 | Sport Boys        | 2 - 1 | Petrolero     | 16.3.2017 | San José          | 4 - 0 | Guabirá         | 1.4.2017  |
| Petrolero         | 0 - 1 | The Strongest | 12.3.2017 | Nacional Potosí   | 1 - 0 | Universitario | 16.3.2017 | Bolívar           | 3 - 1 | Nacional Potosí | 1.4.2017  |
| Bolívar           | 2 - 0 | Guabirá       | 12.3.2017 | The Strongest     | 6 - 1 | Real Potosí   | 17.3.2017 | Real Potosí       | 2 - 3 | Sport Boys      | 2.4.2017  |
| Universitario     | 0 - 2 | Real Potosí   | 12.3.2017 | Oriente Petrolero | 3 - 1 | Guabirá       | 17.3.2017 | Universitario     | 2 - 1 | The Strongest   | 2.4.2017  |
| Oriente Petrolero | 2 - 3 | Blooming      | 12.3.2017 | Wilstermann       | 1 - 0 | Bolívar       | 19.3.2017 | Oriente Petrolero | 2 - 0 | Wilstermann     | 2.4.2017  |

| 10ª giornata    | 10ª giornata | 10ª giornata      | 10ª giornata |                   | 11ª giornata | 11ª giornata    | 11ª giornata | 11ª giornata |
| Locali          | R            | Ospiti            | Data         | Locali            | R            | Ospiti          | Data         |              |
| --------------- | ------------ | ----------------- | ------------ | ----------------- | ------------ | --------------- | ------------ | ------------ |
| Wilstermann     | 1 - 2        | San José          | 6.4.2017     | The Strongest     | 6 - 0        | Blooming        | 14.4.2017    |              |
| Sport Boys      | 0 - 1        | The Strongest     | 8.4.2017     | Real Potosí       | 2 - 0        | Guabirá         | 15.4.2017    |              |
| Blooming        | 3 - 1        | Real Potosí       | 8.4.2017     | Petrolero         | 2 - 0        | Wilstermann     | 16.4.2017    |              |
| Guabirá         | 5 - 1        | Petrolero         | 9.4.2017     | San José          | 2 - 1        | Nacional Potosí | 16.4.2017    |              |
| Bolívar         | 5 - 0        | Universitario     | 9.4.2017     | Oriente Petrolero | 1 - 1        | Bolívar         | 16.4.2017    |              |
| Nacional Potosí | 3 - 1        | Oriente Petrolero | 9.4.2017     | Universitario     | 1 - 3        | Sport Boys      | 31.5.2017    |              |

#### Ritorno
| Petrolero         | 2 - 2 | Nacional Potosí | 21.4.2017 | Real Potosí   | 1 - 0 | Universitario     | 29.4.2017 | Sport Boys      | 3 - 1 | Wilstermann       | 6.5.2017  |
| Real Potosí       | 4 - 0 | Wilstermann     | 22.4.2017 | Wilstermann   | 3 - 2 | Nacional Potosí   | 29.4.2017 | Real Potosí     | 2 - 1 | Bolívar           | 7.5.2017  |
| The Strongest     | 3 - 3 | Guabirá         | 22.4.2017 | Sport Boys    | 0 - 0 | San José          | 30.4.2017 | San José        | 3 - 3 | Universitario     | 7.5.2017  |
| Sport Boys        | 3 - 4 | Blooming        | 23.4.2017 | Guabirá       | 2 - 1 | Bolívar           | 30.4.2017 | Blooming        | 3 - 2 | Guabirá           | 7.5.2017  |
| Bolívar           | 3 - 1 | San José        | 23.4.2017 | The Strongest | 5 - 1 | Petrolero         | 30.4.2017 | Petrolero       | 2 - 2 | Oriente Petrolero | 24.5.2017 |
| Oriente Petrolero | 1 - 0 | Universitario   | 23.4.2017 | Blooming      | 0 - 3 | Oriente Petrolero | 30.4.2017 | Nacional Potosí | 0 - 1 | The Strongest     | 21.6.2017 |

| Universitario   | 1 - 0 | Guabirá           | 13.5.2017 | Nacional Potosí | 1 - 0 | Blooming          | 20.5.2017 | Petrolero         | 5 - 0 | Real Potosí   | 26.5.2017 |
| Nacional Potosí | 5 - 2 | Sport Boys        | 13.5.2017 | The Strongest   | 0 - 1 | Oriente Petrolero | 20.5.2017 | Bolívar           | 5 - 0 | Blooming      | 26.5.2017 |
| San José        | 4 - 1 | Petrolero         | 14.5.2017 | Guabirá         | 0 - 0 | Wilstermann       | 21.5.2017 | Nacional Potosí   | 2 - 1 | Guabirá       | 27.5.2017 |
| Bolívar         | 3 - 1 | The Strongest     | 14.5.2017 | Bolívar         | 5 - 0 | Sport Boys        | 21.5.2017 | Universitario     | 1 - 0 | Wilstermann   | 28.5.2017 |
| Wilstsermann    | 3 - 1 | Blooming          | 14.5.2017 | Real Potosí     | 1 - 1 | San José          | 21.5.2017 | San José          | 0 - 1 | The Strongest | 28.5.2017 |
| Real Potosí     | 3 - 2 | Oriente Petrolero | 15.5.2017 | Petrolero       | 2 - 2 | Universitario     | 21.5.2017 | Oriente Petrolero | 1 - 1 | Sport Boys    | 28.5.2017 |

| Universitario     | 0 - 1 | Blooming      | 14.6.2017 | Universitario | 1 - 2 | Nacional Potosí   | 10.6.2017 | Guabirá         | 2 - 0 | San José          | 18.6.2017 |
| Petrolero         | 2 - 2 | Bolívar       | 14.6.2017 | Petrolero     | 2 - 2 | Sport Boys        | 10.6.2017 | Wilstermann     | 5 - 1 | Oriente Petrolero | 18.6.2017 |
| Oriente Petrolero | 4 - 1 | San José      | 14.6.2017 | Guabirá       | 2 - 1 | Oriente Petrolero | 11.6.2017 | The Strongest   | 1 - 0 | Universitario     | 18.6.2017 |
| Guabirá           | 3 - 1 | Sport Boys    | 15.6.2017 | Bolívar       | 2 - 0 | Wilstermann       | 11.6.2017 | Nacional Potosí | 0 - 3 | Bolívar           | 18.6.2017 |
| Wilstermann       | 1 - 1 | The Strongest | 15.6.2017 | San José      | 3 - 0 | Blooming          | 11.6.2017 | Sport Boys      | 3 - 0 | Real Potosí       | 19.6.2017 |
| Nacional Potosí   | 3 - 0 | Real Potosí   | 15.6.2017 | Real Potosí   | 1 - 3 | The Strongest     | 11.6.2017 | Blooming        | 2 - 0 | Petrolero         | 20.6.2017 |

| 21ª giornata      | 21ª giornata | 21ª giornata    | 21ª giornata |                 | 22ª giornata | 22ª giornata      | 22ª giornata | 22ª giornata |
| Locali            | R            | Ospiti          | Data         | Locali          | R            | Ospiti            | Data         |              |
| ----------------- | ------------ | --------------- | ------------ | --------------- | ------------ | ----------------- | ------------ | ------------ |
| Petrolero         | 1 - 3        | Guabirá         | 23.6.2017    | Guabirá         | 3 - 1        | Real Potosí       | 28.6.2017    |              |
| Real Potosí       | 3 - 1        | Blooming        | 24.6.2017    | Blooming        | 4 - 1        | The Strongest     | 28.6.2017    |              |
| San José          | 0 - 0        | Wilstermann     | 24.6.2017    | Bolívar         | 1 - 0        | Oriente Petrolero | 28.6.2017    |              |
| The Strongest     | 5 - 0        | Sport Boys      | 25.6.2017    | Sport Boys      | 5 - 2        | Universitario     | 29.6.2017    |              |
| Universitario     | 0 - 2        | Bolívar         | 25.6.2017    | Wilstermann     | 1 - 3        | Petrolero         | 29.6.2017    |              |
| Oriente Petrolero | 4 - 1        | Nacional Potosí | 25.6.2017    | Nacional Potosí | 1 - 1        | San José          | 29.6.2017    |              |

### Classifica marcatori
| Pos. | Giocatore             | Squadra           | Gol |
| ---- | --------------------- | ----------------- | --- |
| 1°   | Carlos Saucedo        | Guabirá           | 17  |
| 2°   | Enzo Maidana          | Petrolero (Y)     | 16  |
| 2°   | Juan Vogliotti        | Sport Boys Warnes | 16  |
| 3°   | Pablo Escobar         | The Strongest     | 15  |
| 4°   | César Pereyra         | Blooming          | 14  |
| 5°   | Gastón Sirino         | Bolívar           | 12  |
| 5°   | Cristián Alessandrini | Nacional Potosí   | 12  |
| 6°   | José Ali Meza         | Oriente Petrolero | 11  |
| 7°   | Antonio Rojano        | Real Potosí       | 10  |
| 7°   | Jair Reinoso          | San José          | 10  |

## Clausura 2017
Modalità di disputa del Clausura 2017, ultima parte della stagione 2016-2017. Il campionato inizierà il 9 agosto 2017 e finirà il 19 dicembre 2017.

## Tabla acumulada
Alla Coppa Libertadores 2018 avranno diritto di partecipare le tre squadre che si sono aggiudicate il titolo nazionale nei rispettivi campionati di cui è composta la stagione, insieme alla migliore squadra "non campione" sulla base della tabla acumulada. Le successive 4 squadre "non campioni" con il miglior punteggio nella stessa tabla acumulada avranno il diritto di partecipare alla Coppa Sudamericana 2018.
Retrocederanno nella serie inferiore due squadre. Una sarà l'ultima classificata nella tabla acumulada della stagione, mentre la seconda sarà la squadra perdente dello spareggio (con partite di andata e ritorno) fra la penultima e la terzultima della medesima tabla acumulada.
| Pos. | Squadra           | Pt  | G  | V  | N  | P  | GF  | GS  | DR  |
| ---- | ----------------- | --- | -- | -- | -- | -- | --- | --- | --- |
| 1.   | Bolívar           | 143 | 66 | 43 | 12 | 11 | 140 | 63  | +77 |
| 2.   | The Strongest (Q) | 130 | 66 | 39 | 13 | 14 | 133 | 67  | +66 |
| 3.   | Oriente Petrolero | 99  | 66 | 28 | 15 | 23 | 93  | 92  | +1  |
| 4.   | Blooming          | 95  | 66 | 26 | 17 | 23 | 87  | 91  | -4  |
| 5.   | Wilstermann       | 89  | 66 | 26 | 14 | 26 | 92  | 91  | +1  |
| 6.   | Guabirá           | 87  | 66 | 26 | 9  | 31 | 100 | 105 | -5  |
| 7.   | San José          | 85  | 66 | 24 | 13 | 29 | 93  | 100 | -7  |
| 8.   | Nacional Potosí   | 82  | 66 | 24 | 10 | 32 | 103 | 118 | -15 |
| 9.   | Real Potosí       | 81  | 66 | 24 | 9  | 33 | 84  | 116 | -32 |
| 10.  | Sport Boys Warnes | 77  | 66 | 20 | 17 | 29 | 92  | 122 | -30 |
| 11.  | Petrolero (Y)     | 69  | 66 | 17 | 18 | 31 | 80  | 93  | -13 |
| 12.  | Univ. Sucre       | 69  | 66 | 18 | 15 | 33 | 74  | 113 | -39 |

Note:
Tre punti a vittoria, uno a pareggio, zero a sconfitta.